# Sabal palmetto
Sabal palmetto är en enhjärtbladig växtart som först beskrevs av Thomas Walter, och fick sitt nu gällande namn av Conrad Loddiges, Schult. och Julius Hermann Schultes. Sabal palmetto ingår i släktet Sabal och familjen Arecaceae. Inga underarter finns listade i Catalogue of Life.

## Bildgalleri

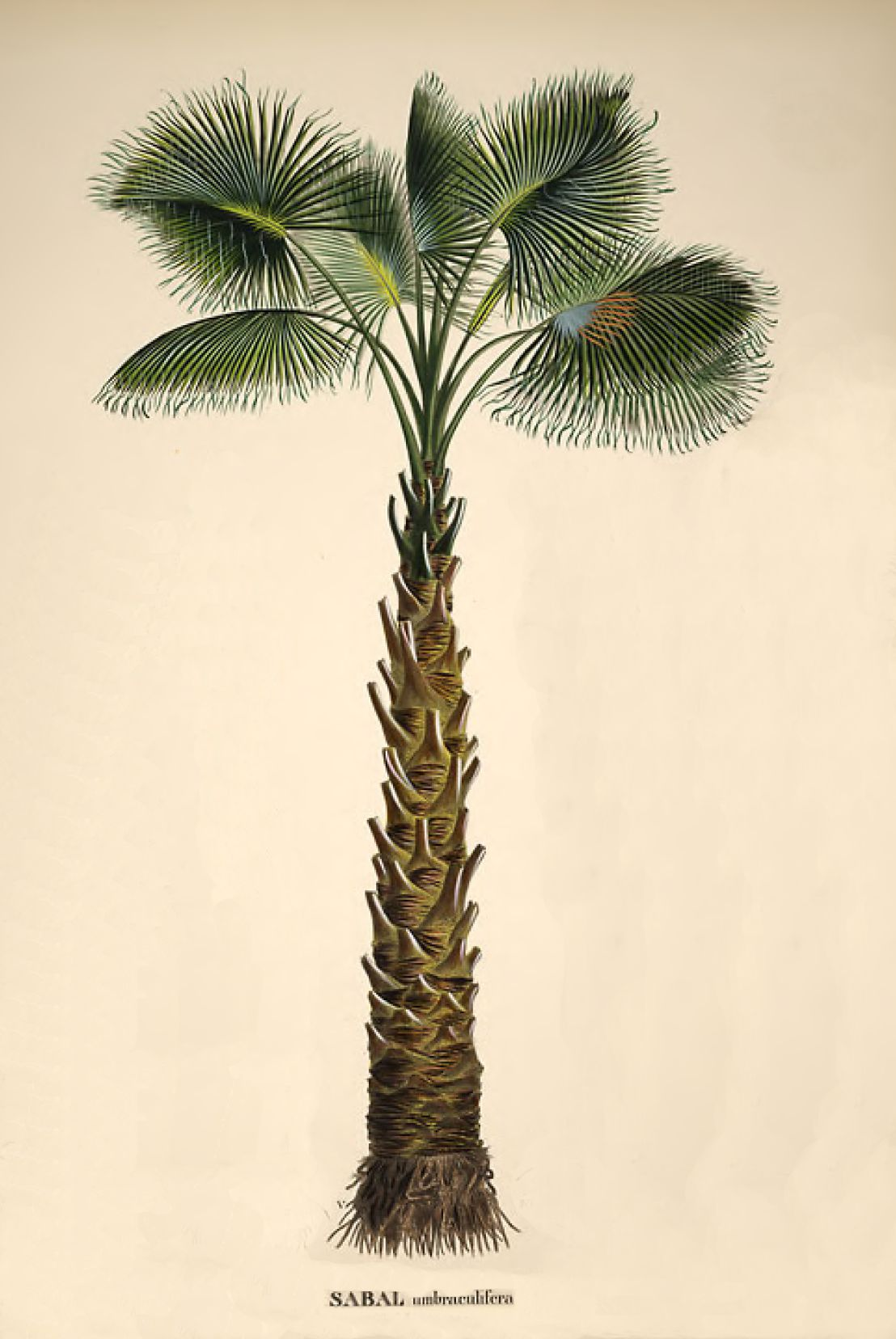
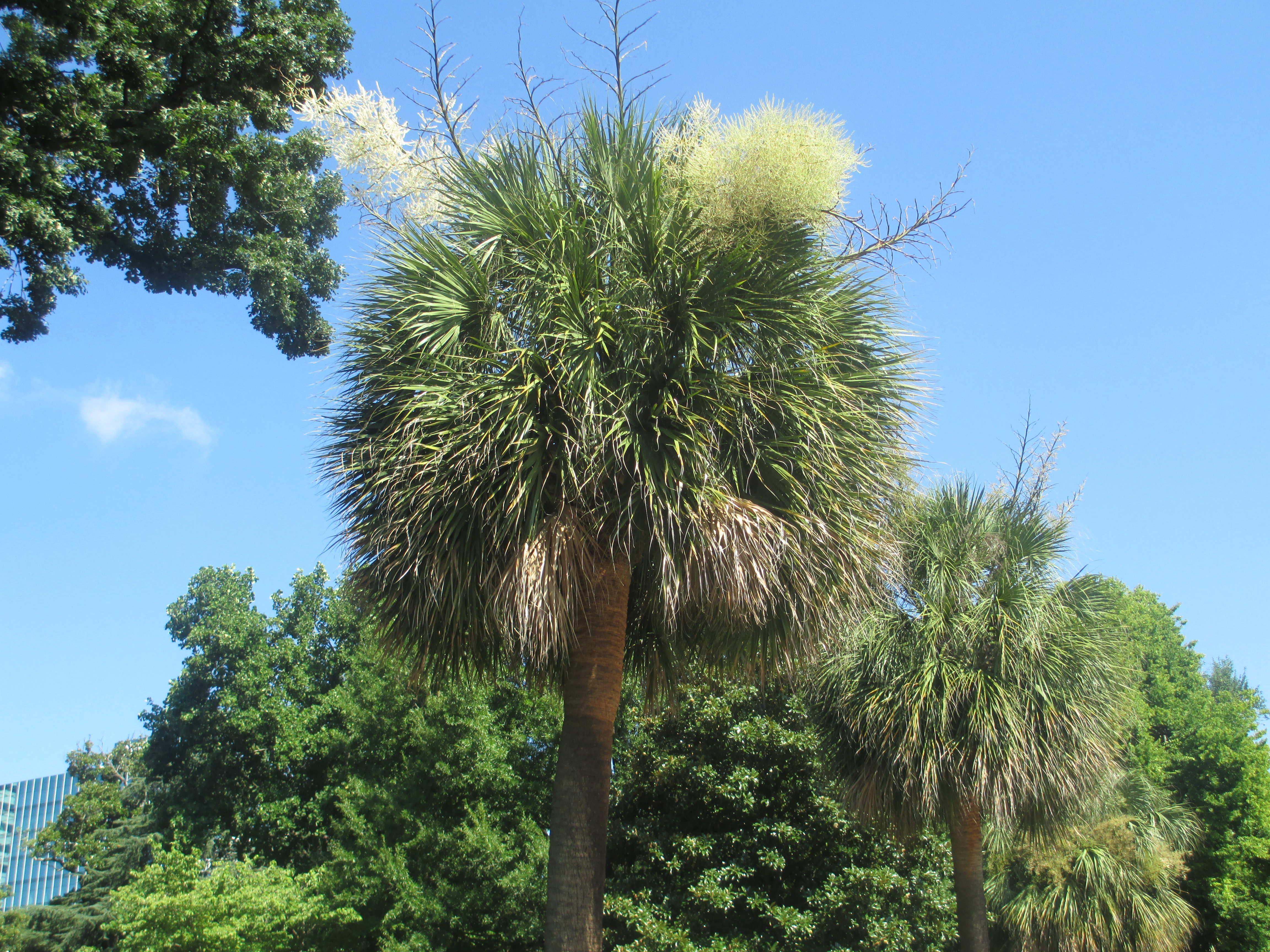
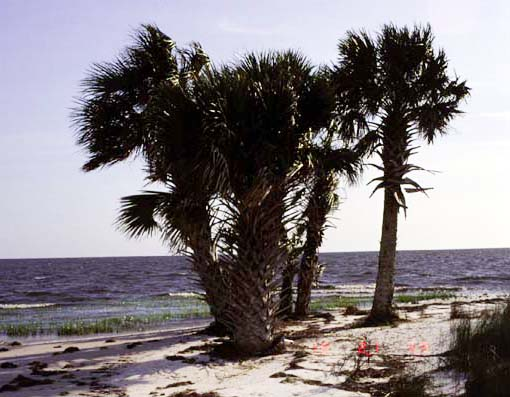
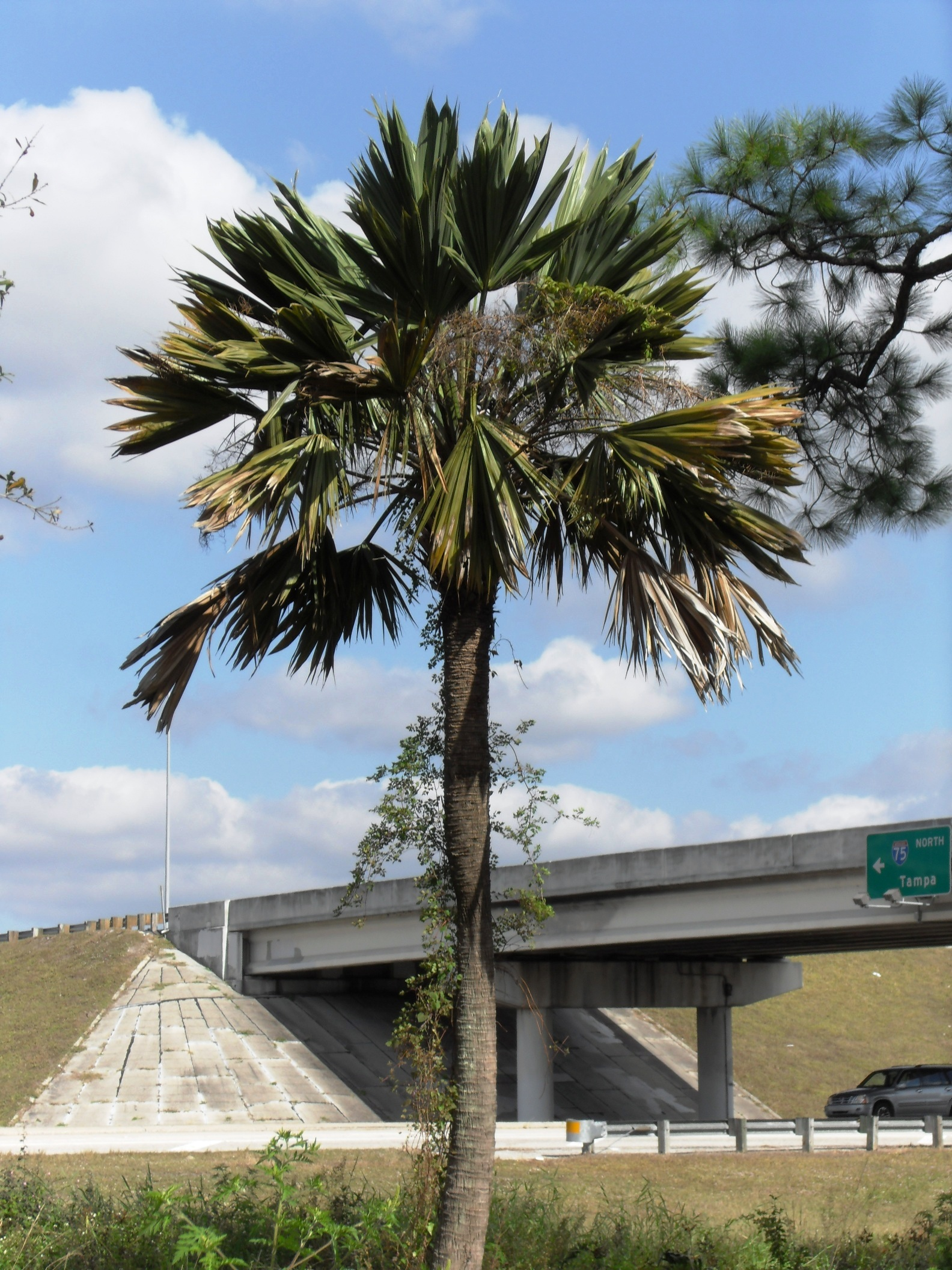
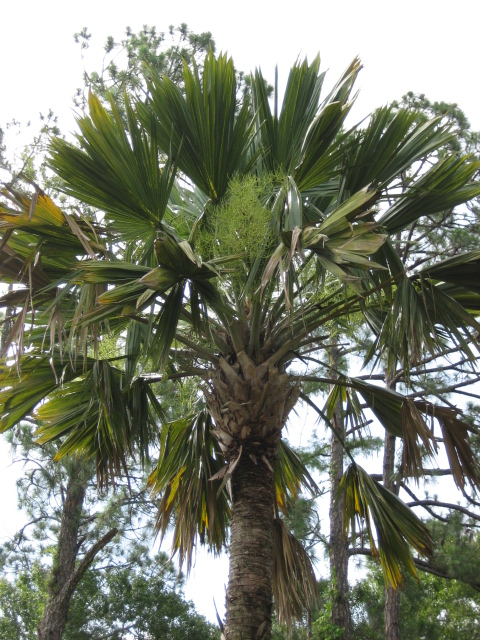